# Graphidipus quadrisignata
Graphidipus quadrisignata là một loài bướm đêm trong họ Geometridae.